# Simpatico (альбом Сьюзи Боггусс и Чета Аткинса)
Simpatico — студийный альбом американских кантри-музыкантов Сьюзи Боггусс и Чета Аткинса, изданный 18 октября 1994 года лейблом Liberty Records.
Аткинса и Боггусс были отмечены за свое сотрудничество несколькими музыкальными премиями. В 1996 году они были номинированы на премию «Грэмми» в категории «Лучшее вокальное сотрудничество в стиле кантри и вестерн» (Best Country & Western Vocal Collaboration за песню «All My Loving» на трибьют-альбоме «Битлз» Come Together: America Salutes the Beatles), но не выиграли.
Они также были номинированы на премию CMA «Вокальное событие года» 1995 года за песню «Sorry Seems to Be the Hardest Word». Победителями стали Shenandoah и Элисон Краусс за «Somewhere in the Vicinity of the Heart».
В 1995 году на церемонии TNN/Music City News Country Awards они были номинированы на награду «Вокальное сотрудничество». Победу одержали Джордж Джонс и Алан Джексон.

## Отзывы
| Оценки критиков | Оценки критиков |
| Источник        | Оценка          |
| --------------- | --------------- |
| AllMusic        | [ 1 ]           |

Альбом получил в целом положительные отзывы. Стивен Томас Эрлевайн из AllMusic отметил, что «Simpatico — это спокойный, очаровательный альбом дуэта с Четом Аткинсом. Дуэт охватывает большую территорию, начиная с „In the Jailhouse Now“ Джимми Роджерса, заканчивая „Sorry Seems to Be the Hardest Word“ Элтона Джона, а также исполняя пару приятных, сдержанных оригинальных композиций. Хотя это и не строгое кантри — здесь довольно много поп-музыки, — это очаровательно спокойное прослушивание».

## Список композиций
1. «In the Jailhouse Now» (Джимми Роджерс) — 3:11
2. «When She Smiled at Him» (Joanie Beeson, Michael Johnson) — 3:06
3. «Forget About It» (R. L. Kass) — 4:22
4. «Wives Don’t Like Old Girlfriends» (Shane Fontayne, Randy VanWarmer) — 4:12
5. «Sorry Seems to Be the Hardest Word» (Элтон Джон, Берни Тапин) — 3:59
6. «Two Shades of Blue» (Deborah Allen, Bobby Braddock, Rafe Van Hoy) — 3:25
7. «One More for the Road» (Atkins, Bogguss, Doug Crider) — 4:26
8. «I Still Miss Someone» (Johnny Cash, Roy Cash Jr.) — 3:40
9. «You Bring Out the Best in Me» (Bogguss, Crider, Steve Dorff) — 3:34
10. «This Is the Beginning» (Pat Donohue) — 5:12

## Чарты
| Чарт (1994)                      | Высшая позиция |
| -------------------------------- | -------------- |
| США Billboard Top Country Albums | 55             |